# Coreocarpus dissectus
Coreocarpus dissectus là một loài thực vật có hoa trong họ Cúc. Loài này được (Benth.) S.F.Blake mô tả khoa học đầu tiên năm 1913.